# Gada Ale
Il Gada Ale, detto anche Kebrit Ale, è lo stratovulcano più settentrionale della catena dell'Erta Ale in Dancalia. Con i suoi 287 metri di altezza è anche il più basso dei vulcani principali. Non si conosce la data dell'ultima eruzione. Attualmente è spento.